# Dale Mitchell
Dale William Mitchell (Vancouver, Columbia Británica, Canadá, 21 de abril de 1958) es un exfutbolista y entrenador canadiense. Jugó como delantero. 
Actualmente es miembro de Canada Soccer Hall of Fame desde el 2002.

## Trayectoria como entrenador
Después de su retiro de las canchas, empezó a entrenar en 1995 al equipo de reserva de los Vancouver 86ers y fue el asistente técnico del primer equipo hasta 1999. En 2000 fue el entrenador del mismo club pero ya como los Vancouver Whitecaps. Años más tarde, fue el seleccionador de la sub-20 Canadá. En 2007 fue contratado como nuevo entrenador de la selección absoluta, pero en el 2009 fue destituido de su cargo por el malo desempeño del equipo en las eliminatorias para el Mundial de 2010.

## Selección nacional
Ha sido internacional con la Selección de fútbol de Canadá, disputó 55 partidos internacionales y marcó 19 goles. Participó en la Copa Mundial de Fútbol jugada en 1986, solo jugó el tercer partido del equipo en la fase de grupos frente a la Unión Soviética. Siendo la primera participación y única de su país. También disputó por el seleccionado canadiense en el torneo de los Juegos Olímpicos de Los Ángeles de 1984 y en la Copa de Oro de la Concacaf 1991.

### Participaciones en Juegos Olímpicos
| Torneo                   | Sede        | Resultado        |
| ------------------------ | ----------- | ---------------- |
| Juegos Olímpicos de 1984 | Los Ángeles | Cuartos de final |

### Participaciones en Copas del Mundo
| Mundial                        | Sede   | Resultado    |
| ------------------------------ | ------ | ------------ |
| Copa Mundial de Fútbol de 1986 | México | Primera fase |

## Clubes

### Como jugador
| Club                        | País           | Año         |
| --------------------------- | -------------- | ----------- |
| Vancouver Whitecaps         | Canadá         | 1977 − 1978 |
| Portland Timbers            | Estados Unidos | 1979 − 1982 |
| Montreal Manic              | Canadá         | 1983        |
| Tacoma Stars (indoor)       | Estados Unidos | 1984 − 1985 |
| Kansas City Comets (indoor) | Estados Unidos | 1986 − 1987 |
| Vancouver 86ers             | Canadá         | 1987 − 1994 |
| Baltimore Blast (indoor)    | Canadá         | 1991        |
| Tacoma Stars (indoor)       | Estados Unidos | 1992 − 1994 |

### Como entrenador
| Club                       | País   | Año         |
| -------------------------- | ------ | ----------- |
| Vancouver 86ers Reservas   | Canadá | 1995 − 1999 |
| Vancouver Whitecaps        | Canadá | 2000 − 2001 |
| Selección sub-20 de Canadá | Canadá | 2002 − 2007 |
| Selección de Canadá        | Canadá | 2007 − 2009 |